# Loxura luzonica
Loxura luzonica är en fjärilsart som beskrevs av Swinhoe 1917. Loxura luzonica ingår i släktet Loxura och familjen juvelvingar. Inga underarter finns listade i Catalogue of Life.